# Vela nos Jogos Pan-Americanos de 2023 - Kite feminino
A classe Kite feminino da vela nos Jogos Pan-Americanos de 2023 foi disputada entre 28 de outubro e 3 de novembro de 2023 na Praia El Quisco, em El Quisco. Um total de 7 velejadoras, cada uma representando um Comitê Olímpico Nacional (CON), participaram do evento.

## Calendário
Horário local (UTC−3).
| Data          | Hora  | Fase                    |
| ------------- | ----- | ----------------------- |
| 28 de outubro | 13:22 | Regatas 1, 2, 3 e 4     |
| 30 de outubro | 12:21 | Regatas 5, 6, 7 e 8     |
| 31 de outubro | 13:27 | Regatas 9, 10, 11 e 12  |
| 2 de novembro | 13:22 | Regatas 13, 14, 15 e 16 |
| 3 de novembro | 13:00 | Medal Race              |

## Medalhistas
| Ouro   | USA Daniela Moroz         |
| Prata  | ARG Catalina Turienzo     |
| Bronze | BRA Maria do Socorro Reis |

## Resultados
Estes foram os resultados obtidos da competição, com os descartes entre parênteses:
| Pos.              | Velejadoras           | CON                | Regata  | Regata  | Regata  | Regata  | Regata  | Regata | Regata  | Regata  | Regata | Regata | Regata | Regata | Regata  | Regata  | Regata | Regata | Regata | Pts. Tot. | Pts. Net |
| Pos.              | Velejadoras           | CON                | 1       | 2       | 3       | 4       | 5       | 6      | 7       | 8       | 9      | 10     | 11     | 12     | 13      | 14      | 15     | 16     | M      | Pts. Tot. | Pts. Net |
| ----------------- | --------------------- | ------------------ | ------- | ------- | ------- | ------- | ------- | ------ | ------- | ------- | ------ | ------ | ------ | ------ | ------- | ------- | ------ | ------ | ------ | --------- | -------- |
| Medalha de ouro   | Daniela Moroz         | USA Estados Unidos | 1       | 3       | (8) DNF | (8) DNF | 1       | 1      | 1       | 1       | 1      | 1      | 1      | 1      | (8) UFD | 1       | 1      | 1      | 1      | 39        | 15       |
| Medalha de prata  | Catalina Turienzo     | ARG Argentina      | 2       | 2       | 1       | 1       | (4)     | 2      | 3       | 2       | 2      | 2      | (4)    | 2      | (8) DNF | 2       | 2      | 2      | 2      | 41        | 25       |
| Medalha de bronze | Maria do Socorro Reis | BRA Brasil         | 3       | (4)     | 3       | (4)     | 3       | 4      | 4       | 3       | 4      | 4      | 2      | 4      | 1       | (8) UFD | 3      | 3      | 3      | 57        | 41       |
| 4                 | María Loaiza          | COL Colômbia       | (4)     | 1       | 2       | 2       | 2       | 3      | 2       | (4)     | 3      | 3      | 3      | 3      | 2       | 3       | (4)    | 4      | 4      | 45        | 33       |
| 5                 | Carmen Verdeyen       | CHI Chile          | (6)     | (6)     | 4       | 3       | 5       | 6      | 5       | (8) DNF | 6      | 6      | 5      | 5      | 5       | 5       | 6      | 5      | —      | 86        | 66       |
| 6                 | Emily Bugeja          | CAN Canadá         | 5       | 5       | 5       | (8) DNF | (8) DNF | 5      | (8) DNF | 5       | 5      | 5      | 8 DNF  | 8 DNF  | 3       | 4       | 5      | 7      | —      | 94        | 70       |
| 7                 | María Paula Ashida    | MEX México         | (8) DNF | (8) DNF | (8) DNF | 8 DNF   | 8 DNF   | 7      | 8 DNF   | 8 DNF   | 8 DNF  | 8 DNF  | 8 DNF  | 8 DNF  | 4       | 6       | 7      | 6      | —      | 118       | 94       |

Legenda
| - DSQ = Desclassificação; - DNE = Desclassificação não descartável; - DNF = Não cruzou a linha de chegada; | - DNC = Não compareceu na área de largada; - DNS = Não largou; - STP = Penalidade padrão; | - UFD = Desclassificação por bandeira "U"; - BFD = Desclassificação por bandeira preta; - OCS = Queima de largada. |